# DJ Hatcha
DJ Hatcha, ou simplement Hatcha, de son vrai nom Terry Leonard (né à Croydon, Londres), est un musicien britannique de dubstep. Il dirigeait anciennement une émission régulière sur la célèbre station de radio pirate Rinse FM au début des années 2000, avant de faire connaître le dubstep à un public plus large grâce à son émission régulière sur la station de radio grand public Kiss FM.

## Biographie
À ses débuts, Leonard dirige le magasin de disques Big Apple à Croydon, dans le sud de Londres, aux côtés d'Arthur Smith (alias Artwork de Magnetic Man) et de John Kennedy,. Un mouvement au sein de la scène 2-step garage appelé « dark garage » se mettait en place au début des années 2000, et les producteurs à l'avant-garde de ce mouvement, tels que El-B et Horsepower Productions, sont des habitués du magasin, qui devient un point de rencontre au sein de la scène. À l'époque, Leonard est un DJ influent sur diverses stations de radio pirates et réside au club FWD>>, où un style de dark garage plus dépouillé et plus riche en basses gagne en popularité.
Oliver Jones (Skream) entre en contact avec Leonard par l'intermédiaire de son frère (le producteur Hijak) et commence à travailler dans le magasin pendant les week-ends. Leonard lui fait écouter des sons garage sombres, ce qui éveille l'intérêt de Jones pour la production musicale. En travaillant dans le magasin, il rencontre Adegbenga Adejumo (Benga), un autre jeune producteur qui créait des morceaux à l'aide de sa console PlayStation. Les deux échangent de la musique et développent leur style sous le mentorat de Leonard, qui commence également à intégrer des dubplates des morceaux que Jones et Adejumo créaient dans ses DJ sets. Ses sets à FWD>> et sur Rinse FM ont une grande influence sur la formation du dubstep, en partie grâce à la musique exclusive qu'il obtenait des jeunes producteurs, ainsi qu'à celle fournie par les habitués du magasin, Mala, Coki et Loefah (les deux premiers connus sous le nom de duo Digital Mystikz).

## Discographie

### Singles et EP notables
- 2001 : Bashment
- 2003 : Dub Express (Tempa)
- 2003 : Special (EP avec Benny Ill)
- 2006 : 10 Tons Heavy avec Benga (Planet Mu)
- 2008 : Just a Rift / Chillz (Eight:FX)
- 2010 : Dirtee Tek / Dark Claps (Special Branch)

### Compilations et mixes
- 2004 : Dubstep Allstars Vol. 1[4],[9]
- 2006 : Dubstep Allstars Vol. 4 (avec Youngsta)